# Revue de Paris
Revue de Paris a fost o revistă literară franceză fondată în 1829 de Louis Desiré Veron. După doi ani Veron a părăsit revista pentru a conduce Opera din Paris.
Revista și-a încetat apariția în 1970.

## Istoric
Honoré de Balzac a publicat aici L'Élixir de longue vie și Sarrasine în 1830, apoi cea de-a doua parte din La Femme de trente ans în 1831, înainte de a preda rivalei sale, Revue des deux Mondes, nuvela intitulată Le Rendez-vous care constituia prima parte a aceluiași roman.
El a publicat aici și alte scrieri: L’Auberge rouge în 1831, La Grenadière sub titlul Les Orphelins în 1832, La Femme abandonnée în 1832, o parte din Histoire des Treize și Ferragus în 1833, începutul lui  Père Goriot în 1834, un fragment din La Peau de chagrin intitulat Le  Suicide d’un poète  și Les Employés ou la Femme supérieure în 1837.
Cumpărată în 1834 de François Buloz cu care Balzac s-a aflat în proces de la publicarea celui de-al treilea fragment din Le Lys dans la vallée, revista și-a încetat apariția în 1845. Ea a fost republicată apoi, printre alții, de Théophile Gautier, Arsène Houssaye, Louis Marie de Lahaye Cormenin, primindu-i pe scriitorii ce fuseseră respinși de Revue des deux Mondes, mai ales Gustave Flaubert, care i-a oferit spre publicare romanul Madame Bovary. În acel moment, Revue de Paris scosese mai multe pasaje din carte pentru că se temea, nu fără motiv, de un proces. Flaubert, care publicase în această revistă deoarece prietenul său Maxime Du Camp se afla în redacția ei, a regretat acest lucru. El și-a exprimat nemulțumirea față de scoaterea unor paragrafe din romanul său și nu și-a mai publicat niciodată operele în reviste.
Desființată de guvern în 1858, revista a reapărut în perioada 1864-1865 sub titlul La Nouvelle Revue de Paris înainte de a fi cumpărată de la Revue française.

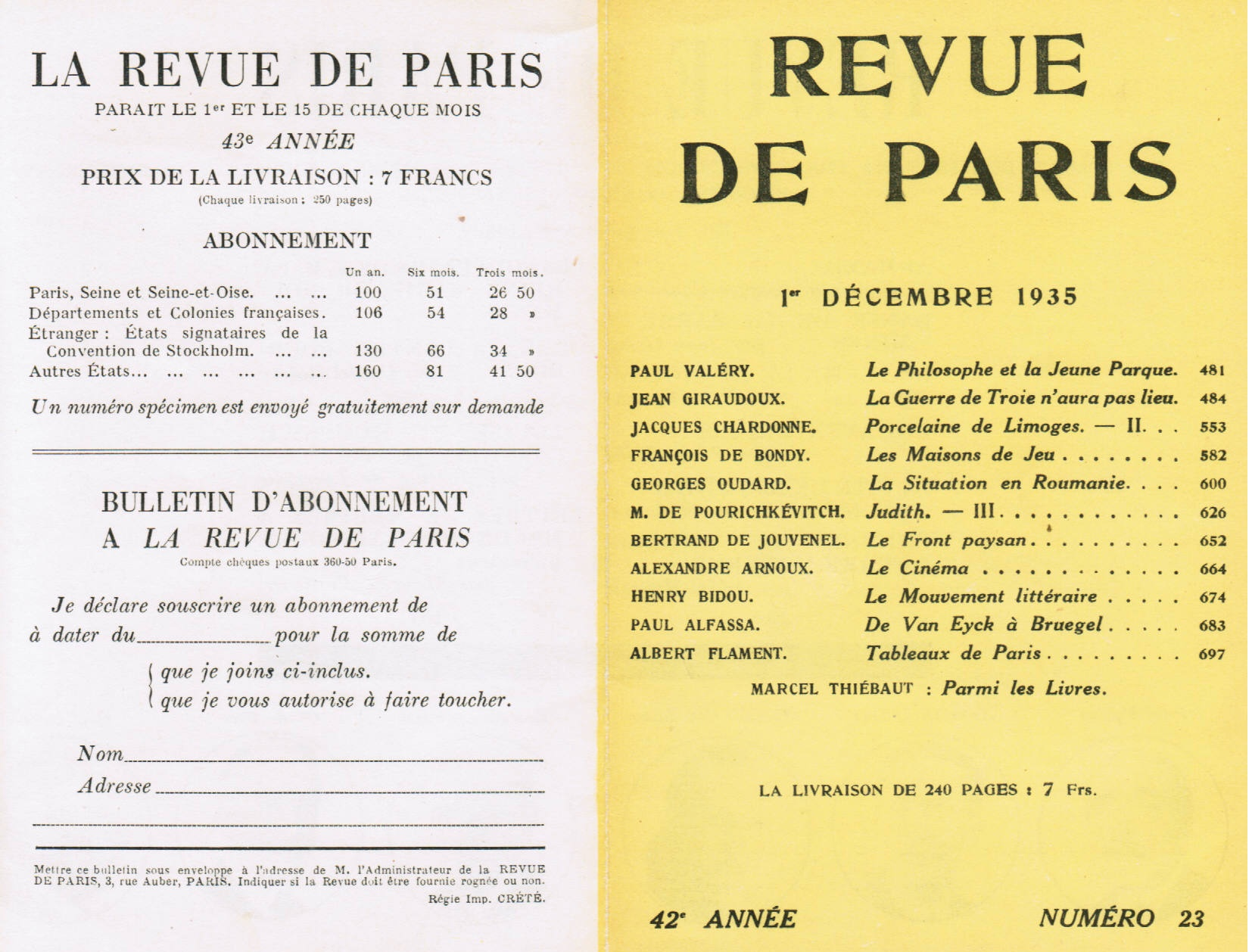
Sumarul noii Revue de Paris din 1 decembrie 1935.

În 1894, o nouă Revue de Paris a fost publicată de Edmond de Fels (1858-1951). El a lăsat-o moștenire fiului său André și fiicei sale, ducesa Edmée de La Rochefoucauld, care i-a încredințat conducerea baroanei Solange de La Baume.
Revue de Paris a fost suspendată în 1940, a reapărut în mai 1945 și a dispărut definitiv în 1970.
Pentru perioada  1829-1854, există variante belgiene contrafăcute ale acestei reviste care au reeditat versiuni piratate ale textelor literare și articolele apărute în Revue de Paris, dar și din alte reviste pariziene: La Revue des deux mondes, Revue nouvelle etc.

## Colaboratori
- Marcel Achard
- Antoine-Vincent Arnault
- Jules Assézat
- Honoré de Balzac
- Auguste Barbier
- Marthe Bibesco
- André Billy
- Abel Bonnard
- Auguste Bussière
- Francis Carco
- Philarète Chasles
- Paul Claudel
- Benjamin Constant
- Alfred-Auguste Cuvillier-Fleury
- Daniel-Rops
- Robert Debré
- Charles de Gaulle
- Eugène Delacroix
- Casimir Delavigne
- Alexandre Dumas
- Philippe Erlanger
- Lucien Fabre
- Gustave Flaubert
- Maurice Garçon
- Pierre Gaxotte
- Saint-Marc Girardin
- Edmond Giscard d'Estaing
- Paul Guth
- Robert d'Harcourt
- Lucien Herr
- Édouard Herriot
- Jules Janin
- Solange de La Baume
- Alphonse de Lamartine
- Jean de La Varende
- Adolphe Loève-Veimars
- Thierry Maulnier
- André Maurois
- Prosper Mérimée
- Charles Nodier
- Henri Patin
- Ferdinando Petruccelli della Gattina
- Fanny Reybaud
- Paul Reynaud
- Emmanuel Roblès
- Jean Rostand
- Sainte-Beuve
- Eugène Scribe
- André Siegfried
- Philippe Soupault
- Eugène Sue
- Pierre Véron

## Legături externe
- WorldCat record